# Unges Misbrug
Unges Misbrug er et informationscenter for fagpersoner der arbejder med unge under 18 år, som har et problematisk forbrug af alkohol eller stoffer, som har negative sociale konsekvenser for den unges liv. Målet er at klæde fagpersoner på til at kunne arbejde helhedsorienteret med udgangspunkt i de unges problemer.
Unges Misbrug er et oprettet under Servicestyrelsen med finansiering via en satspulje fra 2008 ved navn ”Lige muligheder” – satspuljepartiernes socialpolitiske strategi over for udsatte børn og unge. 

## Fokus
Unges Misbrug har fokus på:
- Det opsporende og kontaktskabende arbejde med unge der har et problematisk forbrug af rusmidler
- Indsatser rettet mod at afhjælpe de unges problemer med rusmidler
- Koordinering af en helhedsorienteret indsats

## Målgruppe
Unges Misbrug henvender sig til:
- Fagpersoner der arbejder opsporende, kontaktskabende eller motiverende med unge, der har sociale problemer
- Fagpersoner i tilbud rettet mod unge med sociale problemer
- Fagpersoner med myndighedsansvar for unge under 18 år der har sociale problemer
- Fagpersoner i skoler, ungdomsklubber og andre fritidstilbud.

## Tilbud
Unges Misbrug tilbyder viden i form af:
- Hjemmeside med aktuel viden på området
- Rådgivningsfunktion hvor man kan ringe eller maile med forespørgsler på området
- Konsulentstøtte og undervisningsforløb til de enkelte kommuner
- Årlig national konference om unge og misbrug